# Whitton (Shropshire)
Pour les articles homonymes, voir Whitton.
Whitton est une paroisse civile et un hameau du Shropshire, en Angleterre.